# Breakaway (album, Art Garfunkel)
Breakaway je druhé sólové studiové album amerického zpěváka Arta Garfunkela, vydané v říjnu 1975 společností Columbia Records. Kromě standardní verze vyšlo také v kvadrofonní úpravě. Nahráno bylo během roku 1975 v různých studiích v Los Angeles, New Yorku, Londýně a alabamském Sheffieldu. Z alba vyšly tři úspěšné singly, „I Only Have Eyes for You“, „Break Away“ a „My Little Town“, všechny se umístily v první čtyřicítce hitparády Billboard Hot 100. Píseň „My Little Town“ souběžně vyšla také na albu Still Crazy After All These Years od Paula Simona. Tuto píseň produkovali Simon, Garfunkel a Phil Ramone, všechny ostatní Richard Perry. Album Breakaway se dostalo na sedmou příčku jak americké hitparády Billboard 200, tak i britské UK Albums Chart. Za prodej více než milionu nosičů se v USA stalo platinovým (RIAA).

## Seznam skladeb
| Pořadí         | Název                                              | Autor                        | Délka |
| -------------- | -------------------------------------------------- | ---------------------------- | ----- |
| 1.             | I Believe (When I Fall in Love It Will Be Forever) | Stevie Wonder, Yvonne Wright | 3:47  |
| 2.             | Rag Doll                                           | Steve Eaton                  | 3:03  |
| 3.             | Break Away                                         | Benny Gallagher, Graham Lyle | 3:31  |
| 4.             | Disney Girls                                       | Bruce Johnston               | 4:32  |
| 5.             | Waters of March                                    | Antônio Carlos Jobim         | 3:34  |
| 6.             | My Little Town                                     | Paul Simon                   | 3:51  |
| 7.             | I Only Have Eyes for You                           | Al Dubin, Harry Warren       | 3:36  |
| 8.             | Looking for the Right One                          | Stephen Bishop               | 3:20  |
| 9.             | 99 Miles from L.A.                                 | Albert Hammond, Hal David    | 3:29  |
| 10.            | The Same Old Tears on a New Background             | Stephen Bishop               | 3:42  |
| Celková délka: | Celková délka:                                     | Celková délka:               | 36:46 |

## Obsazení
- Art Garfunkel – zpěv
- Toni Tennille – doprovodné vokály
- David Crosby – doprovodné vokály
- Graham Nash – doprovodné vokály
- Jon Joyce – doprovodné vokály

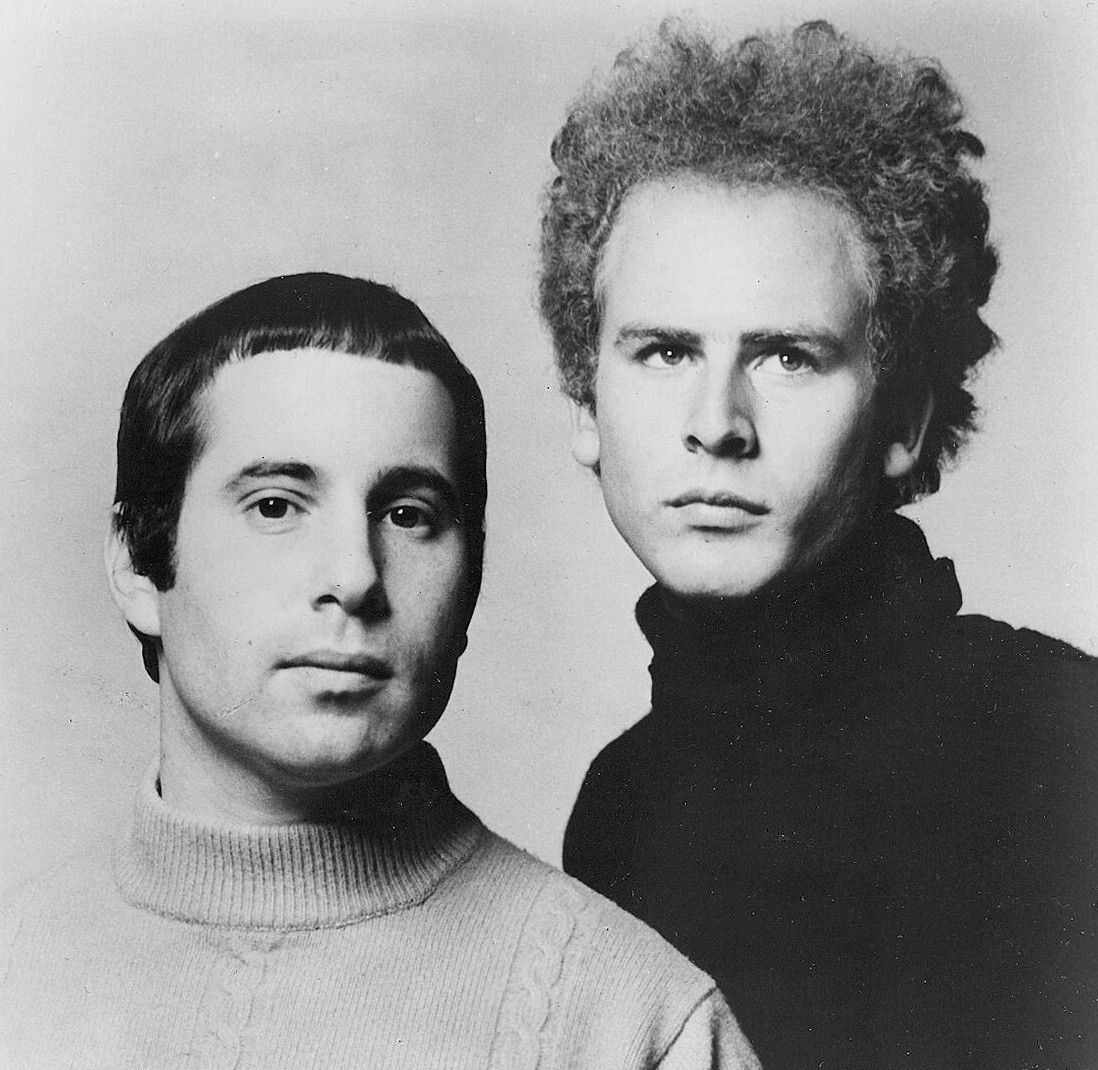
V jedné písni se sešlo duo Simon & Garfunkel

- Stephen Bishop – kytara, doprovodné vokály
- Steve Cropper – kytara
- Pete Carr – kytara
- Paul Simon – kytara, doprovodné vokály
- Andrew Gold – kytara, ukulele, klavír, elektrické piano, doprovodné vokály
- Nicky Hopkins – klavír, elektrické piano
- Bruce Johnston – klavír, doprovodné vokály, píšťalka
- Jim Keltner – bicí
- Rick Shlosser – bicí
- Jim Gordon – bicí
- John Guerin – bicí
- Russ Kunkel – bicí
- Roger Hawkins – bicí
- Denny Seiwell – bicí
- Louis Shelton – kytara
- Lon Van Eaton – kytara
- Barry Beckett – klavír
- John Barlow Jarvis – klavír
- Max Bennett – baskytara
- Leland Sklar – baskytara
- Joe Osborn – baskytara
- David Hood – baskytara
- Reinie Press – baskytara
- Klaus Voormann – baskytara
- Joe Clayton – perkuse
- Ralph MacDonald – perkuse
- David Katz – housle
- Larry Knechtel – klavír, elektrické piano
- Del Newman – dirigent
- Bill Payne – klavír, elektrické piano, syntezátor, Mellotron
- New World Philharmonic Orchestra – orchestr